# Włodowice
Włodowice è un comune rurale polacco del distretto di Zawiercie, nel voivodato della Slesia.
Ricopre una superficie di 76,29 km² e nel 2004 contava 5 278 abitanti.